# 賓福特社區球場
賓福特社區球場（英語：Brentford Communuiy Stadium），因冠名贊助而被稱為Gtech社區球場（英語：Gtech Community Stadium），是一座位於西倫敦賓福特的運動場，從2020年8月開始成為賓福特足球會及和倫敦愛爾蘭人橄欖球俱樂部的新主場，取代舊有的格芬公園球場。它可容量17,250人，可用於足球和橄欖球比賽。新運動場作為重建周邊地區計劃的核心項目，包括新房屋和商業機會。
2020年8月30日，賓福特宣佈新運動場落成並準備舉辦比賽。運動場的第一場足球比賽於2020年9月1日舉行，在季前友誼賽中賓福特賽和兩比兩牛津聯。第一次正式比賽於9月6日舉行，賓福特在英格蘭足球聯賽盃第一圈比賽中迎戰韋甘比,這場比賽在法定時間以一比一結束，進行十二碼階段最終賓福特以四比二贏得。運動場舉行的第一場聯賽於9月19日賓福特以3-0擊敗哈特斯菲。
2022年7月28日，賓福特公佈與Gtech達成十年球場命名權協議，球場未來十年會被命名為Gtech社區球場。

## 外部鏈接
- 官方网站

51°29′26.97″N 0°17′19.32″W / 51.4908250°N 0.2887000°W